# Transocean
Transocean fue una agencia de noticias alemana de radio. Fue clausurada por el gobierno de ocupación aliado tras la capitulación alemana en mayo de 1945.

## Historia
Fue fundada en 1915, en plena Primera Guerra Mundial, con el objetivo de distribuir mejor información sobre Alemania en el extranjero. No obstante, tuvo poco éxito en esta función. Continuaría operando tras el final de la contienda, y de hecho en 1924 puso en marcha un servicio de noticias diario en inglés. Su principal ámbito de actuación sería América del Sur y Asia, mientras que en Estados Unidos sólo los periódicos en lengua alemana estuvieron suscritos al servicio de noticias de Transocean.
Tras el ascenso al poder de los nazis la agencia de noticias cayó en la órbita del Ministerio de Propaganda, si bien se mantendría teóricamente independiente del control gubernamental —a diferencia, por ejemplo, del Deutsches Nachrichtenbüro—. Transocean actuó como un auténtico órgano difusor de propaganda nazi en los Estados Unidos y Sudamérica. En España la agencia EFE se vio obligada por el régimen franquista a distribuir las noticias de Transocean a los periódicos españoles.
Cesó sus operaciones en 1945, tras el final de la Segunda Guerra Mundial.